# طابية شامية (دير الزور)
طابية شامية قرية سورية تتبع ناحية موحسن في منطقة مركز دير الزور في محافظة دير الزور. بلغ عدد سكانها 1376 نسمة في عام 2004 حسب إحصاء المكتب المركزي للإحصاء.